# Leon Griffin
Leon Griffin is een Australisch professioneel triatleet en duatleet uit Bendigo. Hij werd wereldkampioen duatlon en Canadees kampioen duatlon. Ook stond hij op het podium van diverse Ironman 70.3 wedstrijden.
In 2006 won hij het WK duatlon op de korte afstand in het Canadese Corner Brook. Met een tijd van 1:50.44 eindigde hij voor beide Belgen Jurgen Dereere (zilver; 1:50.46) en Rob Woestenborghs (brons; 1:51.05). In 2008 werd hij zesde op de Ironman Western Australia.

## Titels
- Wereldkampioen duatlon - 2006

## Belangrijkste prestaties

### triatlon
- 2005:  Ironman (1/2) Canberra
- 2006: 11e Ironman 70.3 California - 4:15.49
- 2006:  Ironman 70.3 Eagleman - 4:02.36
- 2006:  Ironman 70.3 Baja
- 2006: 18e wereldbeker in Corner Brook
- 2006:  New York City Triatlon
- 2007: 10e Wildflower Long Course - 4:17.15
- 2007 DNF WK Ironman 70.3
- 2008: 8e Wildflower Long Course - 4:07.04
- 2008:  Ironman 70.3 Kansas - 4:00.37
- 2008:  Ironman 70.3 Geelong - 3:56.49
- 2008: 6e Ironman Western Australia - 8:24.41
- 2009: 9e WK Ironman 70.3 - 3:40.31
- 2009: 11e Revolution3 Triathlon - 4:18.55
- 2009: 7e WK lange afstand in Perth - 3:52.57

### duatlon
- 2006:  WK in Corner Brook - 1:50.44

1990: Kenny Souza ·
1991: Matt Brick ·
1992: Matt Brick ·
1993: Greg Welch ·
1994: Normann Stadler ·
1995: Oscar Galíndez ·
1996: Andrew Noble ·
1997: Jonathan Hall ·
1998: Yann Millon ·
1999: Yann Millon ·
2000: Benny Vansteelant ·
2001: Benny Vansteelant ·
2002: Tim Don ·
2003: Benny Vansteelant ·
2004: Benny Vansteelant ·
2005: Paul Amey ·
2006: Leon Griffin ·
2007: Paul Amey ·
2008: Rob Woestenborghs ·
2009: Jarrod Schoemaker ·
2010: Bart Aernouts ·
2011: Roger Roca ·
2012: Emilio Martín ·
2013: Rob Woestenborghs ·
2014: Benoît Nicolas ·
2015: Emilio Martín